# 張嘉貞
張 嘉貞（ちょう かてい、665年 - 729年）は、唐代の官僚・政治家。本貫は蒲州猗氏県。

## 経歴
成紀県丞の張思義の子として生まれた。弱冠にして五経挙に応じ、平郷県尉に任じられたが、事件に連座して免官され、郷里に帰った。長安年間、侍御史の張循憲が河東採訪使となると、嘉貞はかれに推薦されて武則天の謁見を受け、監察御史に抜擢された。のちに兵部員外郎となった。中書舎人に転じ、梁州都督・秦州都督・并州長史を歴任した。その統治は厳粛で、民衆や官吏たちに畏れられた。
開元初年、突厥九姓が新たに帰順し、并州以北に散居していたことから、嘉貞は軍を置いて駐屯させるよう請願した。このため并州に天兵軍が置かれ、嘉貞が天兵軍大使となった。開元8年（720年）春、宋璟と蘇頲が宰相を退任すると、嘉貞は中書侍郎・同中書門下平章事（宰相）に抜擢された。数カ月後、銀青光禄大夫の位を加えられ、中書令に転じた。嘉貞は中書舎人の苗延嗣や呂太一・考功員外郎の員嘉静や殿中侍御史の崔訓らを引き立てて、当時に「令公四俊、苗・呂・崔・員」と称された。
開元10年（722年）、玄宗が東都洛陽に行幸した。洛陽主簿の王鈞が嘉貞のために邸宅を修築し、御史の官を求めようとした。王鈞が賄賂を受け取っていたことが発覚すると、玄宗は朝堂に人々を集めて王鈞の処刑を決めようとした。嘉貞は速やかにその刑を執行するよう求め、罪を御史大夫の韋抗や中丞の韋虚心に連座させて、かれらを左遷させた。この年の冬、秘書監の姜皎が罪を犯すと、嘉貞は王守一におもねって姜皎に杖刑を加えるよう上奏した。姜皎はこのため刑死した。まもなく広州都督の裴伷先が獄に下されると、嘉貞はまた杖刑を加えるよう請願した。兵部尚書の張説が杖刑によって士を辱めることのないよう進言して、玄宗が受け入れたため、嘉貞は張説と反目するようになった。嘉貞の弟の張嘉祐が金吾将軍となり、兄弟で宰相と将軍の位に居並んだため、当時の人に畏怖された。開元11年（723年）、張嘉祐の汚職が発覚し、嘉貞は弟の罪に連座して、幽州刺史として出された。開元12年（724年）、戸部尚書に任じられ、益州長史を兼ね、判都督事をつとめた。
開元13年（725年）、王守一の罪に連座して、台州刺史に左遷された。また盧従願に代わって工部尚書・定州刺史となり、知北平軍事をつとめ、河東郡侯に封じられた。開元17年（729年）、嘉貞は病のため東都洛陽で医療を受けたいと請願した。玄宗はこれを聞き入れ、医者の田休裕らを派遣して療養させた。この年の秋、嘉貞は死去した。享年は65。益州大都督の位を追贈された。諡は恭粛といった。
子に張延賞があった。

## 伝記資料
- 『旧唐書』巻99 列伝第49
- 『新唐書』巻127 列伝第52